# FreeOrion
FreeOrion — компьютерная игра в жанре пошаговой стратегии. Игра вдохновлена традициями Master of Orion и Master of Orion II, но не является клоном ни Master of Orion, ни какой-либо другой игры. Разрабатывается независимым сообществом и распространяется бесплатно, с открытым доступом к исходным текстам (размещены на SourceForge.net и на github.com). 31 августа 2021 года игра стала доступна на платформе Flathub

## Игровой процесс

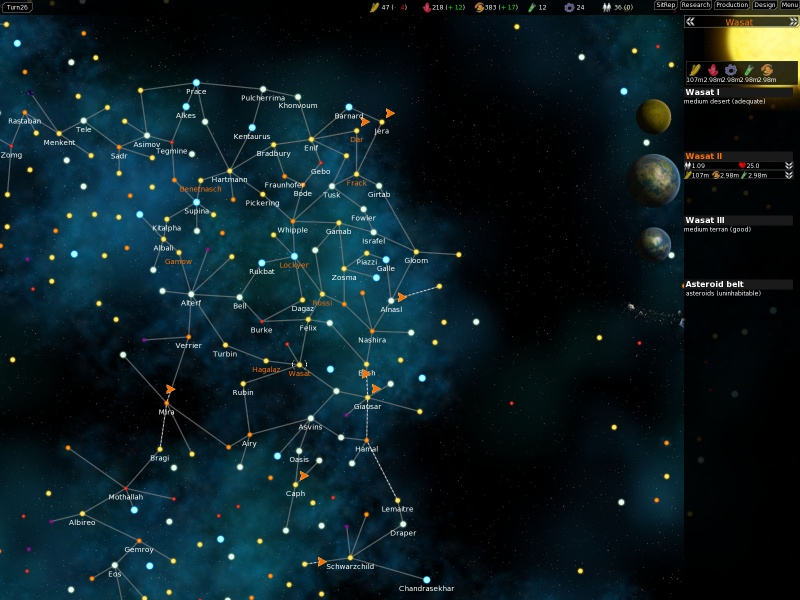
Вид на Галактику — основное игровое поле в FreeOrion

Игровой процесс состоит из управления космической цивилизацией: управление экономикой, колонизация космоса, изучение новых технологий, борьба (или сотрудничество) с другими цивилизациями. Игрок выдаёт задания, результаты которых рассчитываются в следующем ходе, и все игроки получают управление по очереди. Цель игры — завоевание всех обитаемых планет игровой галактики, достижение максимального развития в технологиях или победа над древней расой Экспериментаторов.
Основные элементы управления игрой:

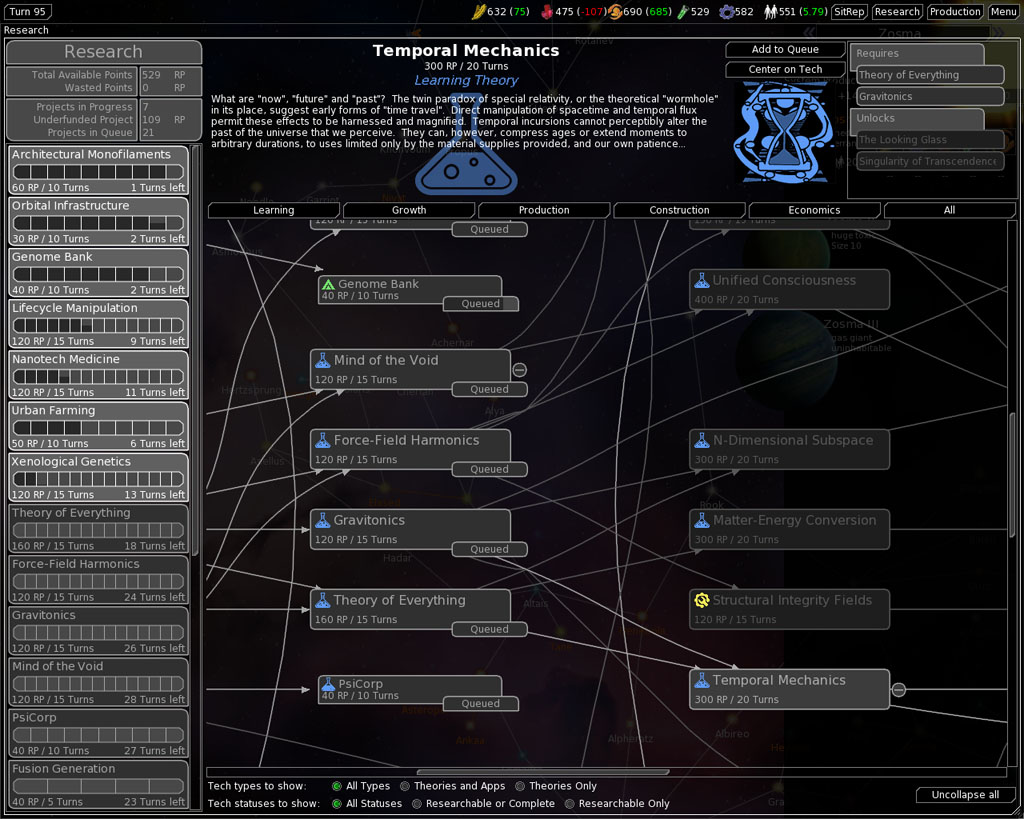
Диалог управления научными исследованиями и дерево технологий

- Карта галактики — основное игровое поле, содержит карту галактики, маршруты движения флотов и пр.
- SitRep (англ. Situation Report) — ситуационный отчёт, содержащий ссылки на все события, произошедшие при в результате расчета очередного хода.
- Производство — список производимых объектов и управление заданиями на производство.
- Исследования — древо технологий и управление заданиями на исследования.
- Дизайн кораблей — управление конструкциями космических кораблей. Позволяет создавать и модифицировать корабли, применяя свежеоткрытые технологии.

В текущей версии игры заложены некоторые ограничения:
- Нет тактического боя — результат столкновения флотов рассчитывается автоматически.

## Разработка игры
Начало работ относится к 2005 году.
4 октября 2020 года вышла версия 0.4.10.1. Согласно размещённому на официальном сайте игры плану, разработка будет осуществляться в 10 шагов (текущий — шаг 4.1), и результатом 10-го шага будет окончательная альфа-версия, содержащая все предполагаемые игровые функции.
1 августа 2021 года вышло обновление 0.4.10.2., которое, в основном, содержит исправления ошибок.